# Santa Maria della Visitazione e San Francesco di Sales
Santa Maria della Visitazione e San Francesco di Sales är en kyrkobyggnad i Rom, helgad åt Jungfru Maria och den helige Frans av Sales. Kyrkan är belägen vid Via delle Mantellate i Rione Trastevere.

## Kyrkans historia
Påve Clemens IX lät på denna plats 1669 uppföra ett kloster och kyrka för Marie Besöks-orden (visitandinnor), grundad av Frans av Sales och Jeanne de Chantal. Arkitekt var Giovanni Battista Contini och främste beskyddare var kardinal Giacomo Rospigliosi och familjen Borghese. Kardinal Henrik Benedict Stuart lät bygga om och restaurera kyrkan 1768 och återkonsekrerade den samma år.
Visitandinnorna var kvar i klostret till 1793, då det köptes av Vincenzo Masturzi, en silkesköpman från Sorrento. Han lät restaurera det åt sin dotter Maria Giuliana (död 1842) och några andra unga kvinnor som ämnade avlägga klosterlöften. De antog Giuliana Falconieris klosterregel och kallade sig Serve di Maria. Orden erhöll påvligt godkännande 1801 och två år senare valdes Maria Giuliana till priorinna för elva medsystrar. Kardinal Giuseppe Doria Pamphili ledde löftesavläggandet. Nunnorna fick smeknamnet Mantellate efter de kappor de bar. Namnet lever kvar i gatans namn – Via delle Mantellate.
Klosterbyggnaden exproprierades 1873 av den italienska staten. Nunnorna tilläts stanna till 1884, då klostret byggdes om till kvinnofängelse. Nunnorna bodde till en början i ett hyreshus vid Via di Sant'Agata dei Goti, senare i klostret vid Santa Lucia in Selci. På 1960-talet uppfördes ett nytt kvinnofängelse i Rebibbia i nordöstra Rom och klosterbyggnaden blev då kasern för de vakter som tjänstgjorde vid det närbelägna fängelset Regina Coeli. Vid denna tid dekonsekrerades kyrkan och lämnades att förfalla. I början av 2000-talet lät DAP restaurera kyrkan och den återkonsekrerades den 22 november 2005 av dåvarande biskopen Giuseppe Betori. Närvarande var även justitieminister Roberto Castelli.

## Konstverk
Takfresken framställer Jesu heliga hjärta omgivet av keruber och änglar. Högaltarets målning Jungfru Marias besök hos Elisabet av Carlo Cesi har avlägsnats och ersatts med en staty föreställande Vår Fru av Lourdes. Första sidoaltaret till höger är invigt åt den helige Filippo Benizi och pryddes ursprungligen av målningen Den helige Josefs död, utförd av Guido Renis skola. Numera har altaret ett träkrucifix. Andra sidoaltaret, invigt åt den helige Frans av Sales, har målningen Den heliga Giuliana Falconieri mottar regelboken av den helige Filippo Benizi, assisterad av den helige Alessio Falconieri. Tidigare hade altaret en skulptur föreställande Frans av Sales.
Andra sidoaltaret på vänster hand har en kopia av Guido Renis Den helige ärkeängeln Mikael, som återfinns i Santa Maria della Concezione dei Cappuccini. Första sidoaltaret pryds av Jungfru Maria och Servitordens sju heliga grundare, ett 1700-talsverk.

## Bilder

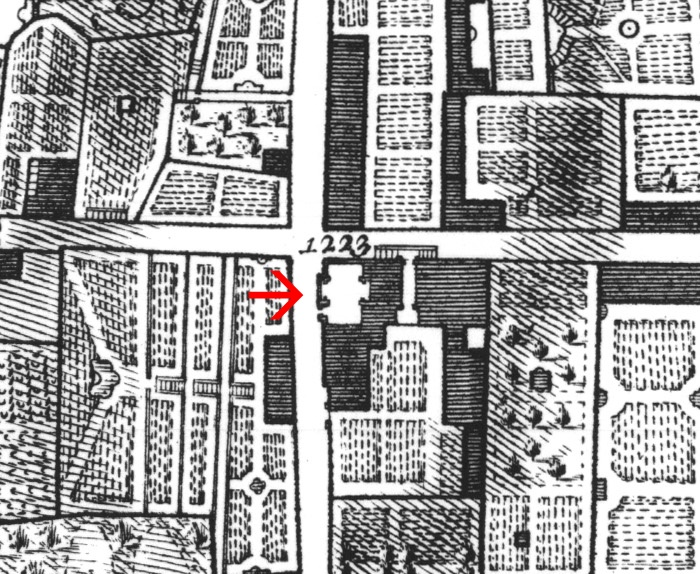
Santa Maria della Visitazione e San Francesco di Sales (nummer 1223 vid den röda pilen) på Giovanni Battista Nollis Rom-karta från 1748.
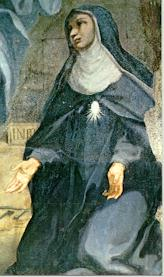
Den heliga Giuliana Falconieri.
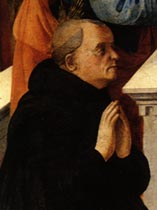
Den helige Filippo Benizi.
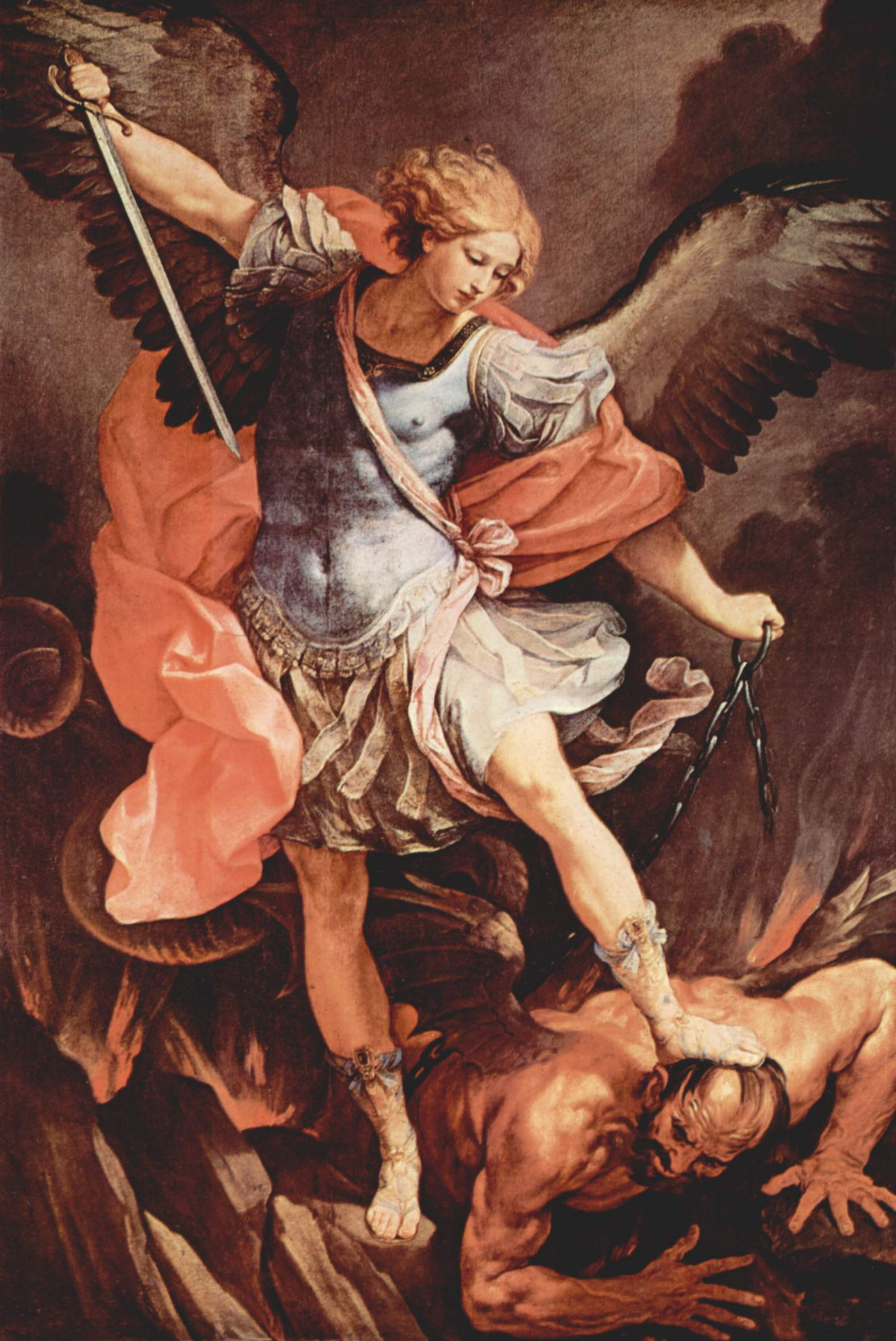
Den helige Ärkeängeln Mikael av Guido Reni (omkring 1636).